# HappinessCharge Pretty Cure!
HappinessCharge Pretty Cure! (ハピネスチャージプリキュア！ HapinesuChāji Purikyua!?) es la undécima temporada del anime japonés Pretty Cure, creado por Izumi Todo y producida por Toei Animation. Producida por Toei Animation, esta serie se estrenó el 2 de febrero del 2014 para sustituir a Doki Doki! PreCure, la décima temporada de Pretty Cure. Esta serie es una historia alterna a las diez temporadas anteriores de Pretty Cure. Esta es la temporada del décimo aniversario de Pretty Cure.

## Argumento
Los miembros del malvado Imperio Phantom (幻影帝国 Gen'ei Teikoku?), y la reina Mirage, comienza su invasión a la Tierra usando un ejército de Choiarks y poderosos monstruos llamados Saiarks. Ataca al mundo, y las Pretty Cure son enviadas a luchar contra la amenaza del Imperio Phantom. Hime Shirayuki, una princesa del reino Cielo Azul (ブルースカイ王国 Buru Sukai Okoku?) que obtuvo el poder de hacerse una Pretty Cure por un ser llamado Azul, huye a Japón cuando su reino es invadido por el Imperio Phantom. Con un Cristal de Amor por Azul, dijo que buscaría a una Pretty Cure para luchar junto a ella. Hime al azar lanza el cristal en el aire, con la decisión de unirse con quien le caiga el cristal. Esta persona resulta ser Megumi Aino, quien es elegida por Hime para luchar junto a ella como Cure Lovely.

## Personajes

### Pretty Cure
Megumi Aino (愛乃めぐみ Aino Megumi?) Cure Lovely (キュアラブリー Kyua Raburī?)
Seiyū: Megumi Nakajima
Una estudiante de 14 años en la Academia Pública Pikarigaoka. Es despreocupada y se esfuerza por ayudar a las personas cuando tienen problemas o están deprimidas, pero a veces, sin querer, se entromete en sus problemas. Aunque a veces le falta tacto y sus intentos de ayudar a los demás a menudo terminan en fracaso, tiene una perspectiva positiva y es hábil para ver lo bueno en las personas. Tiene interés en la moda, pero tiene un mal sentido de la moda. Su deseo es curar a su madre enferma, quien la influyó para ayudar a los demás. Elegida por el Cristal del Amor arrojado por Hime, se transforma en Cure Lovely. Como Cure Lovely usa el LovePreBrace para atacar y cambiar a las formas alternativas Cherry Flamenco, que usa ataques basados en fuego,  Lollipop Hiphop, que usa ataques con temas musicales y su Forma Inocente. Se presenta como "¡El gran amor que se extiende por todo el mundo! ¡Cure Lovely!" y representa al amor. Su color es el rosa.
Al final de la serie toma una forma final conocida como Forever Lovely para enfrentar a Red y su lema es "¡El amor eterno que ilumina el mundo! Forver Lovely!!
Hime Shirayuki (白雪ひめ Shirayuki Hime?) / Himelda Window, Cure Queen del Reino del Cielo Azul (ヒメルダ・ウィンドウ・キュアクイーン・オブ・ザ・ブルースカイ Himeruda Windō Kyua Kuīn Obu Za Burū Sukai?) / Cure Princess (キュアプリンセス Kyua Purinsesu?)
Seiyū: Megumi Han
Hime es la princesa de 14 años del Reino del Cielo Azul, que el Imperio Fantasma conquistó después de que ella los liberó de la Caja Axia al escuchar una voz triste proveniente del interior. Es bastante egoísta y mimada, y actualmente vive con Blue y Ribbon en una embajada en Pikarigaoka. Se convirtió en una Pretty Cure para salvar el Reino del Cielo Azul del Imperio Fantasma, aunque inicialmente tuvo problemas debido a su naturaleza tímida. Debido a su timidez, tuvo problemas para hacer nuevos amigos, pero después de conocer a Megumi y convertirse en su pareja, comienza a abrirse más y a tener más confianza. Su deseo es restaurar su tierra natal, esperando que algún día pueda expiar su error. En el episodio 25, ella se enamora temporalmente de Seiji y le preocupa convertirse en la rival de Megumi por su amor, pero luego descubre que está más feliz de apoyar la relación de Megumi y Seiji, aunque la misma no resulta darse debido a que Megumi no ama a Seiji. Como Cure Princess, usa LovePreBrace para atacar y cambiar a las formas alternativas Sherbet Ballet, Macadamia Hula Dance, y su Forma Inocente. Ella se presenta como "¡El viento azul bailando en el cielo! ¡Cure Princess!" y representa el coraje. Su color es el azul.
Yuko Omori (大森ゆうこ Ōmori Yuko?)  / Cure Honey (キュアハニー Kyua Hani?)
Seiyū: Rina Kitagawa
Una chica de 13 años, mejor amiga de Megumi, quien la llama Yuyu. Proveniente de una familia que dirige una tienda de bento, a menudo practica la cocina y le gusta probar diferentes tipos de comida. También es conocida por sus dulces de miel caseros, que les da a los demás para animarlos. Su deseo es compartir comida deliciosa con las personas que le importan. Una vez tuvo un perro y se inspiró para cocinar comida por el bien de la felicidad de la gente. En el episodio 10, ella se revela como la cantante Pretty Cure, Cure Honey, quien había recibido un Cristal de Amor de parte de Blue antes del comienzo de la serie. Apareció por primera vez en Pretty Cure All Stars New Stage 3: Eien no Tomodachi antes de su debut en la serie, uniéndose oficialmente al equipo en el episodio 11. Como Cure Honey, su arma principal es el Triple Dance Honey Baton, que tiene tres modos; Modo micrófono para cantar melodías relajantes que ponen a sus enemigos en trance, modo cinta para sujetar a sus oponentes con cintas y modo maracas para curar a sus aliados. También toma formas alternativas como Popcorn Cheer, Coconuts Samba  y su forma inocente. Ella se presenta como "¡La luz de la vida que florece en la tierra! ¡Cure Honey!" y representa la vida. Su color es el amarillo.
Iona Hikawa (氷川いおな Hikawa Iona?)  / Cure Fortune (キュアフォーチュン Kyua Fōchun?)
Seiyū: Haruka Tomatsu
Una genial chica de 15 años de cabello púrpura de la clase vecina de Megumi y aprendiz principal de su abuelo, el maestro del "Hikawa Karate Dojo". Es conocida por su destacado desempeño académico y determinación. Su deseo es volverse más fuerte para derrotar a Phantom y rescatar a su hermana, Maria Hikawa. Su archirrival es Phantom, mano derecha de la Reina Mirage. Al comienzo de la historia, ella aparece como una Pretty Cure con un fuerte sentido del deber y la justicia que trabaja junto a su propia hada compañera, Glasan. Es poderosa y hábil en la lucha, aunque también muestra un lado amable con los ciudadanos. A diferencia de las otras Cures, que recibieron sus poderes de Blue, Cure Fortune recibió sus poderes de su hermana mayor Maria, quien era Cure Tender hasta que fue derrotada por Phantom y atrapada dentro de un espejo. Habiendo resuelto luchar de forma independiente en su búsqueda de Phantom, poco a poco se entusiasma con las palabras de trabajo en equipo de Megumi y finalmente revela su identidad al grupo en el episodio 19. Iona inicialmente le guardaba un fuerte rencor a Hime por liberar al Imperio Fantasma de su prisión. Durante una batalla con Phantom, pierde sus PreCards y su capacidad de transformarse. Sin embargo, después de que Hime se disculpa y le da sus propias PreCards para llenar su archivo PreCard, Iona usa su deseo para obtener el poder de transformarse nuevamente, reconciliandose con Hime y uniéndose oficialmente al grupo después. Después de recuperar su transformación, su dispositivo de transformación es el Fortune Piano y su arma principal es el Fortune Tambourine. Sus formas alternativas son Anmitsu Komachi, Pine Arabian y su forma inocente. Se presenta como "¡La estrella de la esperanza que brilla en el cielo nocturno! ¡Cure Fortune!" y representa la esperanza. El color de su tema es el púrpura.

### Mascotas
Ribbon (リボン Ribon?)
Seiyū: Naoko Matsui
La mediadora de Hime, que viene a Japón con ella y sirve como hada compañera para Megumi, Hime y Yuuko. A pesar de su linda apariencia, es algo grosera y es más valiente que Hime. Tiene la capacidad de convertir los sentimientos positivos de aquellos liberados de los espejos del Imperio Fantasma en PreCards. A menudo termina sus frases con "desu wa", "deshita wa", "masu wa" o "mashita wa".
Glasan (ぐらさん Gurasan?)
Seiyū: Miyuki Kobori
El hada compañera de Iona, que es tranquila como ella. Al igual que Ribbon, Glasan puede convertir sentimientos positivos en PreCards para que las use Iona. A menudo termina sus frases con "da ze". Habla en un lenguaje rebelde.

### Aliados
Blue (ブルー Buru?)
Seiyu: Yasunori Matsumoto
El espíritu de la Tierra, que se parece a un joven apuesto con cabello azul claro y a menudo se lo conoce como "Dios". Viaja a diferentes países para encontrar candidatas para nuevas Pretty Cures, otorgándoles Cristales de Amor para otorgarles poderes. Por lo general, examina a las Pretty Cures desde el mundo de los espejos, usando espejos mágicos para monitorear el Imperio Fantasma. Originalmente se quedó en el Reino del Cielo Azul durante mucho tiempo, pero va a Japón junto con Hime y Ribbon para ayudarles a ellos y a su equipo en su batalla contra el Imperio Fantasma. Más tarde se revela que Blue conoció a la Reina Mirage cuando era una Pretty Cure, Cure Mirage, y sin saberlo, provocó su descenso al mal debido a que ignoró el amor que ella sentía por el, mismo que Blue también sentía. Posteriormente se revela que Red, el espíritu de Marte y quien manipulaba a Mirage, es su hermano mayor. Después de que Red hizo las paces con él, Blue decide dejar la Tierra en manos de las Pretty Cures mientras se va para ayudar a restaurar el planeta de Red junto a este y a Mirage.
Seiji Sagara (相楽誠司 Sagara Seiji?)
Seiyū: Ryosuke Kanemoto, Yayoi Sugaya (de pequeño)
Amigo de la infancia y vecino de Megumi. Un chico de 14 años que es amigo de Megumi desde la infancia y comprende sus fortalezas y debilidades. Es aprendiz en el "Hikawa Karate Dojo" local propiedad de la familia de Iona y disfruta entrenar diligentemente todos los días. Aunque es algo popular entre las chicas, afirma no tener ningún interés romántico, pero en secreto siente algo por Megumi. De hecho, mientras ayudaba a la Pretty Cure después de enterarse de que Megumi era una Pretty Cure, Seiji mantuvo sus emociones reprimidas ya que ella no se dio cuenta de sus sentimientos por ella. En el episodio 45, Red le lava el cerebro a Seiji aprovechando sus sentimientos de odio e ira hacia Megumi. Durante su enfrentamiento contra él en los episodios 46 y 47, Megumi expresa sus propios sentimientos de amor hacia Seiji por todo lo que hizo por ella y sus amigos, lo que ayuda a liberarlo de la influencia de Red. Mientras luchaba contra Red, él junto a Ribbon y Glasan, y las demás Pretty Cure fueron encarcelados en un espejo mientras protegían a Megumi, pero tras la derrota de Red a manos de Megumi todos son liberados.

### Imperio Fantasma
El Imperio Fantasma (幻影帝国 Gen'ei Teikoku?) son los principales antagonistas de la serie. Aprisionados por Blue 300 años atrás, conquistaron el Reino del Cielo Azul después de ser liberados de la caja Axia por Hime, establecieron su base de operaciones allí y fijaron su mirada en la Tierra haciendo que sus Saiarks terraformaran el medio ambiente y reemplazaran el amor y la felicidad con tristeza y desgracia, siendo su objetivo acabar con el amor. Finalmente se revela que todos sus miembros estaban hipnotizados por su verdadero líder quien es el espíritu del planta Marte, Red, bajo la identidad de Deep Mirror, quien usó a Mirage y a los demás para actuar bajo sus intereses de acabar con el amor. 
Red (レッド Reddo?) / Deep Mirror (ディープミラー Dīpumirā?)
Seiyū: Kazuhiko Inoue
El principal antagonista de la serie y gobernante del Imperio Fantasma. Red es un espíritu o "Dios" en forma de un atractivo pero vanidoso joven de pelo rojo que una vez supervisó el Planeta Rojo o Marte hasta que su gente murió por una crisis desconocida, lo que le hizo volverse odioso y aspirar a convertir el mundo bajo la protección de su hermano menor Blue, la Tierra, en un lugar lleno de odio por envidia. Red asumió el alias de Deep Mirror durante la mayor parte de la serie, apareciendo como una silueta roja dentro de un espejo. Si bien se presenta como el consejero de la Reina Mirage y a menudo da órdenes a los comandantes, su verdadero papel es como el líder supremo del Imperio Fantasma, esto se revela cuando interviene para evitar que los demás miembros de su Imperio sean purificados y llenados de amor, tras las purificaciones de Phantom y Mirage. Él influye en Mirage a través de su ira provocada por su amor hacia Blue antes de que ella finalmente sea purificada, teniendo una obsesión de amor hacia ella en secreto. Posteriormente Red adopta un enfoque más activo para destruir a las Pretty Cures, utilizando e hipnotizado a Seiji como su nuevo sirviente y al resto de los miembros restantes del Imperio Fantasma, mientras convoca al Planeta Rojo para que colapse en la Tierra durante un ataque mundial, mientras al mismo tiempo desarrolla un nuevo amor enfermizo por Cure Lovely en secreto. Pero después de perder control sobre Seiji, Red lucha personalmente contra las Pretty Cures antes de ser derrotado por Megumi como Forever Lovely, quien le muestra el verdadero significado del amor. Después de su derrota, Red se reconcilia con Blue, al descubrir que ama a su hermano y este lo ama también, por lo que decide restaurar su planeta rojo a su antigua gloria con la ayuda de Blue y Mirage. Está basado en el Espejo Mágico de Blancanieves.
Reina Mirage (クイーン·ミラージュ Kuin Mirāju?) / Cure Mirage (キュアミラージュ Kyua Mirāju?)
Seiyū: Mariko Kouda
La antagonista secundaria de la serie y reina del Imperio Fantasma, que tiene alas como de mariposa y empuña un bastón. Detesta el amor y la felicidad. Como aprenden las Pretty Cures, ella era una doncella del santuario de Pikarigaoka que conoció a Blue hace 300 años y desarrolló sentimientos por él mientras luchaba a su lado como Cure Mirage. Pero después de que Blue la dejó, Mirage cayó bajo la influencia del hermano de Blue, Red y terminó en su estado actual después de que él aumentó su ira hacia Blue. Sus Saiarks crean niebla y caos. Las Cures finalmente logran derrotar a Mirage y restaurarla a su forma original como humana con la ayuda de Blue en el episodio 43. En el episodio 48, ella se transforma nuevamente en Cure Mirage para ayudar a las otras Pretty Cures a detener la invasión de Red. Más tarde, tras la derrota de Red, decide acompañar a Blue y Red a restaurar el planeta rojo. El motivo de Mirage se basa en el traje que Kyary Pamyu Pamyu usó en el video promocional de Tsukematsukeru. Su atuendo tiene colores similares al atuendo de Regina de Doki Doki PreCure. Se basa en la Reina Malvada de Blancanieves. Como Pretty Cure su color es el rojo.
Phantom (ファントム Fantomu?) / Cure Unlovely (キュアアンラブリー Kyua Anraburī?) / Phanphan (ファンファン Fanfan?)
Seiyū: Hirofumi Nojima, Megumi Nakajima (Cure Unlovely)
Phanphan era el hada compañera de Cure Mirage, similar a Ribbon y Glassan. Pero cuando Mirage cayó bajo la influencia de Red, Phanphan también se corrompió y se transformó en una versión humana y malvada de sí mismo y llegó a ser conocido como Phantom, un joven espadachín con una bata blanca que tiene un guante en el brazo izquierdo. Ganó notoriedad como "el cazador de Pretty Cure" al derrotar a muchas Pretty Cure creadas por Blue y sellarlas en espejos en el Cementerio de Pretty Cure. Sus Saiarks convierten el entorno en minas de amatista y cristal. Phantom le guarda un fuerte rencor a Blue por romperle el corazón a Mirage y tiene la intención de destruir a cualquiera que considere perjudicial para su amada Mirage. Phantom acepta a Cure Fortune como su archirrival después de apuntar a ella y a las otras Pretty Cure principales como sus objetivos, y en el episodio 30 usa sus poderes para absorber la sombra de Megumi y convertirse en Cure Unlovely, una versión oscura de Megumi. Finalmente, después de que las Pretty Cures tratan sus heridas después de derrotarlo como Cure Unlovely el regresa a ser Phantom. Phantom comienza a tener dudas cuando Yuuko le permite regresar al lado de Mirage y parece desarrollar sentimientos hacia ella. Más tarde, Red influye en Phantom para que ataque a las Pretty Cures antes de que lo purifiquen a su forma original, pero gracias a Yuuko logra ser puruficado y regresa a su forma original de hada. En el episodio 49, elige quedarse con las Pretty Cures en la Tierra, dejando atrás a Mirage, Red y Blue, y ahora trabaja en la tienda de bento del padre de Yuuko al lado de Yuuko. Su armamento general se inspiró en Monster Hunter.
Dark Tender (ダークテンダー Dāku Tendā?) / Maria Hikawa (氷川 まりあ Hikawa Maria?) / Cure Tender (キュアテンダー Kyua Tendā?)
Seiyū: Sanae Kobayashi
La hermana mayor de Iona, que fue derrotada por Phantom mientras protegía a Iona de su ataque. Después de que Phantom la derrotara y la atrapara en un espejo, Iona usó su Pretty Change Mirror para convertirse en Cure Fortune. A sus familiares y amigos cercanos se les explica su desaparición como si estuviera estudiando en el extranjero. Más tarde, Mirage la libera y le lava el cerebro con ayuda de Red para convertirla en su sirvienta, enviándola a luchar contra su hermana y las otras Cures como Dark Tender. Las Cures logran salvarla de la influencia de Mirage y Red usando el Innocent Purification, y ella al regresar a su forma original decide ir a Estados Unidos para visitar a sus padres y ayudar a las otras Cures Internacionales. Más tarde regresa a Pikarigaoka para defenderlo de los Saiarks de Red junto con Blue, Mirage y las otras Cures Internacionales, mientras que las Cures Happiness Charge viajan al Planeta Rojo para luchar contra Red. Como Pretty Cure su color es el gris.
Oresky (オレスキー Oresukī?)
Seiyū:Takehito Koyasu
Líder de los tres comandantes principales de Phantom Empire, es un militante estricto y egoísta que usa gafas que se asemejan a un Saiark en su sombrero. Sus Saiarks convierten el entorno en páramos áridos con nubes oscuras. En el episodio 29 casi es purificado por las Pretty Cure junto a sus compañeros, pero esto es detenido por Red como Deep Mirror. Cure Fortune lo purifica completamente durante la batalla final cuando se encontraba bajo el control de Red. El nombre de Oresky se deriva de la frase ore suki (俺好き, "Me gusta") y su motivo se basa en Ranba Ral de Mobile Suit Gundam. Al final, él, junto con Namakelder y Hosshiwa, renacen, y se muestra como un oficial de policía en Pikarigaoka que ayuda a Mitsuya.
Hosshiwa (ホッシーワ Hosshīwa?)
Seiyū: Akemi Okamura
Una de los tres comandantes principales del Imperio Fantasma, es una dama egoísta, codiciosa y rica con un sombrero en forma de manzana que lleva un paraguas. Sus Saiarks convierten el ambiente en dulces y postres. En el episodio 29, ella casi es purificada por las Pretty Cure junto a sus compañeros, pero esto es detenido por Red como Deep Mirror. Cure Honey la purifica completamente durante la batalla final cuando se encontraba bajo el control de Red. El nombre de Hosshiwa se deriva de la palabra hoshii (欲しい, "deseado") y su motivo se basa en la Reina María Antonieta. Al final, ella, junto con Namakelder y Oresky, renacen y se muestra que es una maestra de jardín de infantes llamada Sra. Hoshi.
Namakelder (ナマケルダ Namakeruda?)
Seiyū: Tetsuo Kanao
Uno de los tres comandantes principales del Imperio Fantasma, es un hombre inteligente y perezoso con antenas de saltamontes saliendo de su sombrero y que lleva un bastón. Sus Saiarks esparcen moho por todas partes y son inmunes a la canción de Cure Honey. En el episodio 29, casi es purificado junto a sus compañeros, pero esto es detenido por Red como Deep Mirror. Cure Princess lo purifica completamente durante la batalla final cuando se encontraba bajo el control de Red. El nombre de Namakelder se deriva de la palabra namakeru (怠ける, "holgazanear") y su motivo se basa en el saltamontes de la fábula La hormiga y el saltamontes. Al final, él, junto con Hosshiwa y Oresky renacen, y se muestra ahora es un hombre de negocios llamado Namase (生瀬).
Madam Momere (マダム・モメール Madamu Momeiru?)
Seiyū: Kenji Hamada
Uno de los comandantes de Phantom Empire, es un hombre extravagante, sereno y carismático con una apariencia andrógina que tiene barba, usa lápiz labial y joyas. Le gusta ver a la gente discutir entre ellos en lugar de ayudarse unos a otros. Sus Saiarks convierten el entorno en tierras heladas. A diferencia de los otros comandantes, que apuntan a las Precure Principales o Phantom que va detrás de todas las Pretty Cure del mundo, a Momere se le asigna la tarea de conquistar Hawái y lidiar con el dúo Aloha Pretty Cure. Se desconoce su destino al final de la serie, pero probablemente al igual que los otros comandantes fue purificado y renació tras la derrota de Red.
Choiarks (チョイアーク Choiāku?)
Seiyū: Takuya Masumoto
Un grupo de subordinados que trabajan para el Imperio Fantasma y se asemejan a una forma más débil de Saiark, vistiendo trajes negros, guantes y botas blancos y gafas de sol rojas. Nunca pronuncian frases adecuadas, sólo dicen 'choi y reciben órdenes de los comandantes. Sus nombres se derivan de la palabra japonesa choi (ちょい, "pequeño"). Se vuelven blancos cuando son purificados por el ataque de una Pretty Cure en su Cambio de Forma.
Saiarks (サイアーク Saiaku?)
Seiyū: Takuya Masumoto
Los monstruos de la serie, que llevan gafas de sol y bufandas. Son convocados cuando un comandante del Imperio Fantasma atrapa a un humano inocente dentro de un espejo oscuro, reflejando su felicidad en la oscuridad y el sufrimiento. Cuando son derrotados, el humano atrapado queda liberado y un hada convierte sus sentimientos positivos en PreCards. Su nombre deriva de la palabra japonesa saiaku (最悪, "peor"). Mientras que la mayoría de los Saiarks poseen bufandas que reflejan al miembro del Imperio Fantasma que los convocó, Red posee sus propias legiones personales de Saiarks de color rojo.

### Familiares de las Pretty Cure y sus aliados
Kaori Aino (愛乃 かおり Aino Kaori?)
Seiyū: Kyoko Donowaki
La madre de Megumi. Pasa la mayor parte de su tiempo con Megumi mientras su marido está de viaje de negocios. A pesar de tener un cuerpo débil y tener que tomar medicamentos constantemente, ella mantiene una actitud positiva y es quien influyó en Megumi para ayudar a los demás.
Masaru Aino (愛乃 勝 Aino Masaru?)
Seiyū: Teruaki Ogawa
El padre de Megumi, que suele viajar por negocios mientras su esposa pasa tiempo con Megumi.
Mao Sagara (相楽 真央Sagara Mao?)
Seiyū: Yayoi Sugaya
La hermana menor de Seiji, que es bastante amigable con Megumi.
Hiroko Sagara (相楽 ひろ子 Sagara Hiroko?)
Seiyū: Yukiko Iwai
La madre de Seiji y Mao. Su trabajo como mensajera le deja poco tiempo para sus hijos, que suelen cenar con la familia Aino.
Rey y Reina (国王, 王妃 Kokuō, Ōhi?)
Los gobernantes del Reino del Cielo Azula y padres de Hime, quienes se encuentran prisioneros junto a su reino hasta el final de la historia, siendo liberados tras la derrota de Mirage y Phantom.
Yoko Omori (マスコミよ Ōmori Yōko?)
Seiyū: Mari Adachi
La madre de Yuko. Dirige la tienda de bento "Omori Gohan" con su marido y sus dos hijas.
Takeo Omori (マスコミよ Ōmori Takeo?)
Seiyū: Satoshi Taki
El padre de Yuko.
Ai Omori (マスコミよ Ōmori Ai?)
Seiyū: Asami Yano
La hermana mayor de Yuko.
Yonezo Omori (マスコミよ Ōmori Yonezo?) y Ine Omori (マスコミよ Ōmori Ine?)
Seiyū: Shigeru Ushiyama y Mami Horikoshi
El abuelo y la abuela de Yuko. Viven y cultivan arroz en la cercana montaña Pikari, que se suministra directamente a "Omori Gohan".

### Habitantes de Pikarigaoka
Miyo Masuko (マスコミよ Masuko Miyo?)
Seiyū: Sachiko Kojima
Una entusiasta reportera que presenta un programa de televisión titulado Pretty Cure Weekly, que informa noticias sobre Pretty Cures de todo el mundo. Habiendo sido salvada por una Pretty Cure en el pasado, deseaba convertirse en una y se dedicó a aprender todo sobre ellas. Ella se entera de las identidades de HappinessCharge Pretty Cure después de que Megumi se ofrece a ayudarla a convertirse en una cura. Aunque Blue le dio un Cristal del Amor, este no reaccionó ante ella, lo que Blue cree que se debe a que ella ya tiene un papel en este mundo. Ella se basa en el ¡Sí! El personaje de PreCure 5, Mika Masuko, y al igual que ella, su nombre es un juego de palabras con "comunicación de masas" (マスコミ, masukomi).
Izumi (和泉 Izumi?)
Seiyū: Yayoi Sugaya
La maestra de Megumi, que es capaz de manejar a sus alumnos, incluso si pueden ser un puñado.
Kenta Yamazaki (山崎健太 Yamazaki Kenta?)
Seiyū: Tatsuhisa Suzuki
Compañero de clase de Megumi, Hime, Yuko y Seiji y miembro del club de béisbol, que suele tener las puntuaciones más bajas en los exámenes de su clase.
Yuya Kaido (海藤裕哉 Kaido Yuya?)
Seiyū: Kōki Uchiyama
Compañero de clase de Seiji. Se interesa por Iona y quiere salir con ella, pero tienen una relación difícil.
Kazumi (かずみ Kazumi?)
Seiyū: Ayumi Fujimura
Compañera de Megumi, miembro del club de karate y aprendiz de Iona.
Elena Shiina (椎名 えれな Shīna Erena?), Kana Furuta (古田 かな Furuta Kana?), Rei Takano (高野 れい Takano Rei?) & Rin Ishigami (石神 りん Ishigami Rin?)
Seiyū: Mami Ozaki (Elena), Asami Yano (Kana), Miki Hase (Rei) y Miyuki Kobari (Rin)
Las compañeras de clase de Megumi.

### Pretty Cure Internacionales
La serie presenta a varias Pretty Cure alrededor del mundo creadas por Blue, siendo la mayoría derrotadas y capturadas por Phantom bajo las órdenes de Red, aunque otras evitaron esto. Tras la derrota de Phantom y Mirage todas las Pretty Cure capturadas son liberadas y posteriormente todas son reclutadas por Blue, Mirage y Tender en la pelea final contra Red y el Imperio Fantasma. 
Bomber Girls Pretty Cure (ボンバーガールズプリキュア Bonbā Gāruzu Purikyua?)
Seiyū: Miyuki Kobori (azul), Mariko Kouda (rosa) y Akemi Okamura (amarilla)
Son las Pretty Cure de Estados Unidos, en Texas, y su temática es el viejo Oeste, pero se desconoce el nombre de cada una. La líder, azul, tiene tema de sheriff, la rosa tiene tema de vaquero y la amarilla tiene tema de nativo americano. Atacan con estrellas y su ataque especial se llama Star Boomerang. Hacen cameos en los episodios 8, 16 y 46, siendo de las pocas Pretty Cure en nunca ser capturadas por Phantom, reapareciendo en la pelea final contra Red.
Wonderful Net Pretty Cure (ワンダフルネットプリキュア Wandafuru Netto Purikyua?)
Seiyū: Miki Hase (ambas)
Son las Pretty Cure de Bharat/India en Mumbai, su temática es la tecnología y parecen ser gemelas. Sus colores son verde y anaranjado. Atacan con números y su ataque especial se llama Optical Wave. Hacen cameos en los episodios 8 y 46, siendo de las pocas Pretty Cure en nunca ser capturadas por Phantom, reapareciendo en la pelea final contra Red. 
Cure Art (キュアアール Kyua Āru?)
Seiyū: Asami Yano
Es la Pretty Cure de Francia y única miembro del equipo Merci Pretty Cure (メルシィプリキュア Merushi~i Purikyua?), operando en París. Su temática son los arcoíris y pinceles, y su color es rosa. Su ataque se llama Pinceau Arc-en-ciel. Hace cameos en los episodios 8, 16, 28 y 46, siendo de las pocas Pretty Cure en nunca ser capturadas por Phantom, reapareciendo en la pelea final contra Red.
Cure Nile (キュアナイル Kyua Nairu?)
Seiyū: Miyuki Kobori
Es la Pretty Cure de Egipto, operando en el Cairo. Su temática son los ríos y tormentas, y su color es azul. Su ataque se llama Nile Stream. Aparece en el episodio 13 siendo derrotada y capturada por Phantom, siendo rescatada tras la derrota de Phantom y Mirage. Reaparece en la pelea final contra Red.
Alo~ha Pretty Cure (アロ～ハプリキュア Aro~ha Purikyua?)
Son un dúo de hermanas gemelas Pretty Cure y su hada que operan en las islas de Hawái. Aparecen en el episodio 28 donde son ayudadas por las Hapiness Charge en lidiar con Madame Momere. Su ataque especial es Hawaiian Lino Ahua y su tema de presentación es "¡Las dos luces brillando en las tierras del sur! ¡Alo~ha Pretty Cure!". Posteriormente reaparecen como cameo en el episodio 46, además de reaperecer en la pelea final contra Red. Sus miembros son Ohana/Cure Sunset, Oliana/Cure Wave y su hada Aloalo.
Ohana (オハナ Ohana?) / Cure Sunset (キュアサンセット Kyua Sansetto?)
Seiyū: Hitomi Yoshida
Su temática son los atardeceres y su color es anaranjado. Su lema es "El sol poniente rojo es un voto para mañana, ¡Cure Sunset!".
Olina (オリナ Orina?) / Cure Wave (キュアウェーブ Kyua U~ēbu?)
Seiyū: Sayaka Nakaya
Su temática son las olas y el mar y su color es azul. Su lema es "La eterna melodía de los toques rítmicos, Cure Wave!".
Aloalo (アロアロ Aroaro?)
Seiyū: Seria Fukagawa
Una hada como Ribbon, Glassan y PhanPhan, de color amarillo. Suele preocuparse y termina sus frases con "~lolo".
Cure Continental (キュアコンチネンタル Kyua Konchinentaru?)
Seiyū: Miki Hase
Pretty Cure de Reino Unido que opera en Londres. Su temática son los desayunos y el té, y su color es azul. Parece estar basada en la versión de Disney de Alicia en el País de las Maravillas. Hace un cameo en los episodio 14 y 20 como una de las prisioneras de Phantom y nuevamente reaparece en el episodio 46 al ya ser libre tras la derrota de Phantom y Mirage. Aparece nuevamente en la pelea final contra Red.
Cure Katyusha (キュアカチューシャ Kyua Kachūsha?)
Pretty Cure de Rusia que opera en Moscow. Su temática parece ser los abrigos y su color es azul. Hace un cameo en los episodio 14 y 20 como una de las prisioneras de Phantom y nuevamente reaparece en el episodio 46 al ya ser libre tras la derrota de Phantom y Mirage. Aparece nuevamente en la pelea final contra Red.
Cure Southern Cross (キュアサザンクロス Kyua Sazankurosu?)
Pretty Cure de Australia que opera en Sídney. Su temática parece ser el cielo y las plumas, y su color es rojo. Hace un cameo en el episodio 14 como una de las prisioneras de Phantom y nuevamente reaparece en el episodio 46 al ya ser libre tras la derrota de Phantom y Mirage. Aparece nuevamente en la pelea final contra Red.
Cure Gonna (キュアゴーンナ Kyua Gōn'na?) y Cure Pantaloni (キュアパンタローニ Kyua Pantarōni?)
Un dúo de gemelas Pretty Cure de Italia que operan en Roma. Sus temáticas son faldas y pantalones, y sus colores son azul y amarillo respectivamente. Hacen cameos en los episodios 14 y 21 como prisioneras de Phantom y nuevamente reaparecen en el episodio 46 al ya ser libres tras la derrota de Phantom y Mirage. Aparecen nuevamente en la pelea final contra Red.
Cure Matador (キュアマタドール Kyua Matadōru?)
Seiyū: Desconocida
Pretty Cure de España que opera en Las Ventas. Su temática son las corridas de toros y su color es rojo. Hace un cameo en el episodio 16 siendo derrotada y apresada por Phantom. Tras la derrota de Phantom y Mirage es liberada. Reaparece en la pelea final contra Red.
Cure Shelly (キュアシェリー Kyua Sherii?)
Seiyū: Seria Fukagawa
Una Pretty Cure amarilla capturada por Phantom y quien tras ser liberada peleó con las demás en la pelea final. Se desconoce su país de origen.

### Personajes Exclusivos de la Película
Tsumugi Orihara (織原つむぎ Orihara Tsumugi?)
Seiyū: Yui Horie
Una muñeca del Doll Kingdom y una de las villanas de la película, quien al final se vuelve amiga de Megumi. Posteriormente se revela que es una humana normal cuando regresa al mundo real. Hace un cameo en el episodio final del anime.
Principe Zeke (ジーク王子 Jīku Ōji?)
Seiyū: Daisuke Ono
Un muñeco del Doll Kingdom y uno de los habitantes del Doll Kingdom, quien al final se revela es el muñeco de Tsumugi en el mundo real. Hace un cameo en el episodio 39 del anime, en un sueño de Hime.
Black Fang (ブラックファング Burakku Fangu?)
Seiyū: Toshiyuki Morikawa
El verdadero antagonista de la película. Un antiguo miembro del Imperio Fantasma que usa a Tsumugi para atacar a las Pretty Cure. Al final de la película es destruido.

### Personajes Exclusivos de Pretty Cure All Stars New Stage 3: Amigas Eternas
Maamu (マアム Maamu?)
Seiyū: Fumi Hirano
La antagonista de la película. Una hada rosada de la Tierra de los Sueños en forma de tapir quien busca hacer feliz a su hijo a cualquier costo.
Yumeta (ユメタ Yumeta?)
Seiyū: Konami Yoshida
Un hada azul de la Tierra de los Sueños en forma de tapir quien busca hacer amigos y puede comer pesadillas.
Nami (奈美 Nami?)
Seiyu: Ayame Goriki
Una niña de quien Yumeta logra volverse amigo.

#### Personajes Recurrentes de All Stars
EnEn (エンエン EnEn?)
Seiyū: Sakiko Tamagawa
Un hada anaranjada de la Fairy Academy que aparece para ayudar nuevamente a las Pretty Cure junto a su amigo Gureru, y al final se convierten en los compañeros de Ayumi Sakagami, permitiéndole volver a ser Cure Echo.
Gureru (グレル Gureru?)
Seiyū: Rikako Aikawa
Un hada mapache marrón de la Fairy Academy que aparece para ayudar nuevamente a las Pretty Cure junto a su amigo EnEn, y al final se convierten en los compañeros de Ayumi Sakagami, permitiéndole volver a ser Cure Echo.
Ayumi Sakagami (坂上 あゆみ Sakagami Ayumi?) / Cure Echo (キュアエコー Kyua Ekō?)
Seiyū: Mamiko Noto
Una chica de la Ciudad de Yokoha que una vez se convirtió en Cure Echo para salvar y purificar a su amigo Fuu-chan. En esta película regresa nuevamente como Cure con la ayuda de EnEn y Gureru, quienes se convierten en sus hadas compañeros. Como Cure Echo es la Pretty Cure de los sentimientos y su color temático es el blanco. Se presenta diciendo "¡Entrega mis sentimientos! ¡Cure Echo!" (想いよ届け！キュアエコー！！ Omoi yo todoke! Kyua Ekō!!?).